# Pierre Gimaïel
Pierre J.J. Georges Adelard Gimaïel (né le 6 juin 1949) est un maître en administration publique et juge administratif, expert-conseil en main-d'œuvre et homme politique fédéral du Québec. Il a été Vice-président de la Commission des transports du Québec de 1994 à 2014.

## Biographie
Né à Métabetchouan dans la région du Saguenay–Lac-Saint-Jean, Pierre Gimaïel devient député du Parti libéral du Canada dans la circonscription fédérale de Lac-Saint-Jean en 1980. Il est défait par les progressistes-conservateurs Clément M. Côté en 1984 et Lucien Bouchard lors de l'élection partielle de 1988. Il est défait par Jacques Brassard lors de l'élection dans la circonscription provinciale de Lac Saint-Jean en 1989.
Durant son passage à la Chambre des communes, il est secrétaire parlementaire du ministre d'État aux Mines en 1984.